# Ночь кометы
«Ночь кометы» (англ. Night of the Comet) — американский художественный фильм 1984 года режиссёра Тома Эберхардта с Кэтрин Мэри Стюарт, Робертом Бельтраном и Келли Маруни в главных ролях. Картина сочетает в себе элементы жанров научной фантастики, хоррора, зомби-апокалипсиса, комедийного и любовного фильма[уточнить]. 
Хотя фильм не приобрёл особой популярности он в то же время, будучи довольно низкобюджетным, собрал приличную кассу и в дальнейшем приобрёл культовый статус. В 2009 году, по опросам сайта Bloody Disgusting, этот фильм занял 10-е место среди апокалиптических фильмов жанра хоррор.

## Сюжет
Земля должна пройти через хвост кометы — событие, которого не было 65 миллионов лет, и в последний раз оно совпало с событием, уничтожившим динозавров. В ночь перед приходом кометы на улицы выходят большие толпы людей, чтобы отпраздновать это событие. 18-летняя Регина «Реджи» Белмонт работает билетёршей в кинотеатре в Южной Калифорнии. Раздражённая тем, что некто с инициалами «DMK» занял шестое место в аркаде на игровом автомате, где она держала все позиции, Реджи в проекторской предаётся сексу со своим бойфрендом, киномехаником кинотеатра. Тем временем, в доме Реджи её 16-летняя сестра Саманта «Сэм» поругалась со своей мачехой и подралась с ней. Расстроенная Сэм ночует в гараже.
На следующее утро всё вокруг покрывает красноватый туман и не видно ни людей, ни животных, ни каких-либо признаков жизни — лишь небольшие кучки красноватой пыли и одежды в местах, где стояли люди и смотрели на прохождение через комету. Реджи с бойфрендом просыпаются, не подозревая ни о каких странностях. Когда её парень выходит в переулок позади кинотеатра, его сразу же убивает человек, похожий на зомби. Реджи удаётся от него отбиться. Она идёт домой и находит там только Сэм. После выяснения, что произошло, они слышат голос диджея по радио, приезжают на радиостанцию, но выясняется, что это всего лишь запись. Там же они сталкиваются с ещё одним выжившим человеком — дальнобойщиком Гектором Гомесом. Порасспросив его Реджи выясняет следующую закономерность: она провела эту ночь в проекторской, где было много стального оборудования; Сэм провела ночь в гараже в окружении газонокосилок; Гектор провёл ночь в кабине грузовика — становится понятно, что на Земле могли остаться люди, которые ту ночь провели в окружении большого количества метала. Сэм решает поискать других выживших, заговорив по радио. Её передачу слышат в исследовательском правительственном подземном центре. Они звонят и сообщают, что спасательная команда уже в дороге. Учёные утверждают, что зомби стали результатом того, что эти люди не смотрели на комету и поэтому получили маленькую дозу облучения, но со временем и они превратятся в пыль.
Гектор покидает сестёр, чтобы съездить домой и посмотреть, выжил ли кто-то из членов его семьи. Реджи и Сэм отправляются в местный торговый центр, где сталкиваются с работавшими в нем ранее бандитами, подвергшимися излучению. Полузомби берут девушек в заложники, связывают и начинают играть с ними в русскую рулетку. Девушек в последний момент выручает прибывшая команда спасателей. Реджи увозят на их базу, а Сэм оставляют на месте, аргументируя необходимостью анализа ее состояния. Эндрю Вайт, главная учёная военных, предлагает коллегам тайно избавиться от Сэм на месте и подождать Гектора. На деле же Вайт вводит Сэм физиологический раствор вместо снотворного и избавляется от своих коллег. Когда прибывает Гектор (его семья тоже превратилась в пыль), доктор Вайт рассказывает ему о причинах — оказывается, учёные в бункере знали о комете и предполагали о возможном эффекте, но закрыли вентиляционные шахты, из-за чего они теперь надышались там красной пылью и теперь, чтобы поддерживать прогрессирующее разложение клеток, периодически вводят себе кровь здоровых людей, пока не найдётся решение. Этих людей вводят в глубокую кому, вызвав кислородным голоданием клиническую смерть, и используют как источники крови. После этого она сама себе вводит яд. Очнувшаяся Сэм и Гектор отправляются спасать Реджи.
Тем временем сама Реджи на базе постепенно начинает подозревать неладное, когда её опрашивают о истории собственной болезни, игнорируя её встречные вопросы. Она сбегает, обнаруживает людей-доноров и отключает центральное питание, выводя из строя системы жизнеобеспечения доноров. Реджи спасает двух детей от обработки и сбегает с базы вместе с Гектором, Сэм и детьми. Учёные и персонал базы подрываются в машинах, заранее заминированных Гектором. Перед взрывом видно, что один из учёных уже имеет все признаки зомби.
В конце концов, дождь смывает всю красную пыль и мир возвращается в норму. Сэм, скандаля с Гектором и Реджи по поводу порядков правила движения, чуть не оказывается сбитой молодым человеком на машине. Он также выживший и после извинений он приглашает её прокатиться. Как только они отъезжают, на номере машины четко видны символы DMK — отсылка к тому самому незнакомцу, временно побившему рекорды Реджи в игровом автомате.

## В ролях
| Актёр              | Роль                     |
| ------------------ | ------------------------ |
| Кэтрин Мэри Стюарт | Реджина «Реги» Бельмонт  |
| Келли Маруни       | Саманта «Сэм» Бельмонт   |
| Роберт Бельтран    | Эктор Гомес              |
| Мэри Воронов       | Одри Уайт                |
| Джеффри Льюис      | доктор Картер            |
| Шэрон Фаррелл      | Дорис мачеха Реджи и Сэм |
| Питер Фокс         | доктор Уилсон            |
| Джон Акхорн        | Оскар                    |
| Майкл Боуэн        | Ларри Дюпри              |
| Девон Эриксон      | моторист                 |